# Holocryptis neavei
Holocryptis neavei là một loài bướm đêm trong họ Noctuidae.